# Association Sportive de Saint-Étienne 1974-1975
Questa voce raccoglie le informazioni riguardanti l'Associaton Sportive de Saint-Étienne nelle competizioni ufficiali della stagione 1974-1975.

## Maglie e sponsor
Lo sponsor tecnico per la stagione 1974-1975 è Le Coq Sportif, mentre per il campionato lo sponsor ufficiale è Manufrance. Per la Coppa di Francia lo sponsor tecnico è Adidas e lo sponsor ufficiale RTL.
| Manica sinistra · Manica sinistra · Maglietta · Maglietta · Manica destra · Manica destra · Pantaloncini · Calzettoni | Manica sinistra · Manica sinistra · Maglietta · Maglietta · Manica destra · Manica destra · Pantaloncini · Calzettoni |

## Organigramma societario
Area direttiva
- Presidente: Roger Rocher

Area tecnica
- Direttore sportivo: Pierre Garronaire
- Allenatore: Robert Herbin

## Risultati

### Coppa di Francia
| 2 febbraio 1975 Trentaduesimi di finale | Saint-Étienne | 1 – 0 | SO Maine |  |

| 1 marzo 1975 Sedicesimi di finale - Andata | Saint-Étienne | 6 – 0 | Le Puy |  |

| 9 marzo 1975 Sedicesimi di finale - Ritorno | Le Puy | 1 – 2 | Saint-Étienne |  |

| 9 marzo 1975 Ottavi di finale - Andata | Nancy | 1 – 1 | Saint-Étienne |  |

| 12 aprile 1975 Ottavi di finale - Ritorno | Saint-Étienne | 3 – 2 | Nancy |  |

| 9 maggio 1975 Quarti di finale - Andata | Saint-Étienne | 2 – 0 | Strasburgo |  |

| 13 maggio 1975 Quarti di finale - Ritorno | Strasburgo | 1 – 1 | Saint-Étienne |  |

| 14 giugno 1975 Semifinale | Bastia | 0 – 2 | Saint-Étienne |  |

| 14 giugno 1975 Finale | Saint-Étienne | 2 – 0 | Lens |  |

### Coppa dei Campioni
| Saint-Étienne 18 settembre 1974 Sedicesimi di finale - Andata | Saint-Étienne | 2 – 0 referto | Sporting Lisbona |  |

| Lisbona 2 ottobre 1974 Sedicesimi di finale - Ritorno | Sporting Lisbona | 1 – 1 | Saint-Étienne | Estádio José Alvalade |

| Spalato 23 ottobre 1974 Ottavi di finale - Andata | Hajduk Spalato | 4 – 1 referto | Saint-Étienne |  |

| Saint-Étienne 6 novembre 1974 Ottavi di finale - Ritorno | Saint-Étienne | 5 – 1 (d.t.s.) referto | Hajduk Spalato |  |

| Chorzów 5 marzo 1975 Quarti di finale - Andata | Ruch Chorzów | 3 – 2 referto | Saint-Étienne |  |

| Saint-Étienne 19 marzo 1975 Quarti di finale - Ritorno | Saint-Étienne | 2 – 0 referto | Ruch Chorzów |  |

| Saint-Étienne 9 aprile 1975 Semifinale - Andata | Saint-Étienne | 0 – 0 referto | Bayern Monaco |  |

| Monaco di Baviera 23 aprile 1975 Semifinale - Ritorno | Bayern Monaco | 2 – 0 referto | Saint-Étienne |  |

## Statistiche

### Andamento in campionato
| Giornata  | 1  | 2 | 3  | 4  | 5  | 6  | 7  | 8  | 9 | 10 | 11 | 12 | 13 | 14 | 15 | 16 | 17 | 18 | 19 | 20 | 21 | 22 | 23 | 24 | 25 | 26 | 27 | 28 | 29 | 30 | 31 | 32 | 33 | 34 | 35 | 36 | 37 | 38 |
| --------- | -- | - | -- | -- | -- | -- | -- | -- | - | -- | -- | -- | -- | -- | -- | -- | -- | -- | -- | -- | -- | -- | -- | -- | -- | -- | -- | -- | -- | -- | -- | -- | -- | -- | -- | -- | -- | -- |
| Luogo     | T  | C | T  | C  | T  | T  | C  | T  | C | T  | C  | T  | C  | T  | C  | T  | C  | T  | C  | T  | C  | T  | C  | C  | T  | C  | T  | C  | T  | C  | T  | C  | T  | C  | T  | C  | T  | C  |
| Risultato | P  | V | P  | V  | P  | P  | V  | P  | V | V  | V  | N  | V  | P  | V  | N  | V  | V  | V  | P  | V  | N  | V  | V  | V  | V  | N  | V  | V  | P  | V  | P  | N  | V  | V  | V  | N  | V  |
| Posizione | 18 | 9 | 15 | 16 | 12 | 15 | 11 | 13 | 9 | 9  | 4  | 7  | 1  | 4  | 2  | 2  | 1  | 1  | 1  | 1  | 1  | 2  | 1  | 1  | 1  | 1  | 1  | 1  | 1  | 1  | 1  | 1  | 1  | 1  | 1  | 1  | 1  | 1  |

Fonte:  France » Ligue 1 1974/1975 » Schedule, su worldfootball.net.
Legenda:

Luogo: C = Casa; T = Trasferta. Risultato: V = Vittoria; N = Pareggio; P = Sconfitta.